# Сильвестров, Валентин Васильевич
Валенти́н Васи́льевич Сильве́стров (укр. Валентин Васильович Сильвестров; род. 1937) — украинский композитор. Народный артист Украинской ССР (1989).

## Биография
Родился 30 сентября 1937 года в Киеве в семье инженера и учительницы немецкого языка. Родители пытались дать ему разностороннее образование, не акцентируя внимание на музыке. Окончил музыкальную школу и с 15 лет пробовал сочинять музыку, но поступил в Киевский инженерно-строительный институт. После трёх лет учёбы в середине учебного года покинул институт и в 1958 году поступил в Киевскую консерваторию (класс композиции Бориса Лятошинского). Окончил учёбу в 1964 году. В 1960-е годы входил в неформальную группу «Киевский авангард» (Леонид Грабовский, Виталий Годзяцкий, Владимир Загорцев, Владимир Губа, Игорь Блажков и другие), чья деятельность противоречила официальной культурной политике. В 1961 году написал свои первые додекафонные произведения — «Пять пьес для фортепиано» и Quartetto piccolo. В 1970 году исключён из Союза композиторов Украины из-за своих взглядов на творчество.

## Творчество
Сильвестрову принадлежат восемь симфоний, три струнных квартета, вокальные и хоровые сочинения. Он также работал в кино — среди прочего, им написана музыка к фильмам Киры Муратовой «Три истории» (2002), «Чеховские мотивы», «Два в одном» и «Настройщик» (2004); Роллана Сергиенко "Белые тучи" (1968). Кроме того, Сильвестров был приглашён Сергеем Параджановым для создания саундтрека к киноленте «Киевские фрески» (1966), однако этот фильм остался незавершённым и был впоследствии озвучен с использованием музыки другого композитора — Владимира Селиванова.
Тесно и сложно связанное с музыкальной традицией, особенно — немецким романтизмом (Роберт Шуман), со звучащим поэтическим словом, творчество Сильвестрова — один из наиболее глубоких образцов современного, пост-авангардного мелодического языка.

## Сочинения

### Без номера опуса
- Отдалённая музыка для фортепиано (1956…1993)
- Сонатина для фортепиано (1960; новая ред.: 1965)
- Соната № 1 для фортепиано (1960; новая ред.: 1972)
- 5 пьес для фортепиано (1961)
- Quartetto Piccolo для струнного квартета (1961)
- Триада, 13 пьес для фортепиано (1961)
- Симфония № 1 (1963; новая ред.: 1974)
- Мистерия для альт-флейты и шести групп перкуссионистов (1964)
- Спектры симфония для камерного оркестра (1965)
- Монодия для фортепиано и оркестра (1965)
- Симфония № 2 для флейты, литавр, фортепиано и струнного оркестра (1965)
- Симфония № 3 Эсхатофония (1966)[6]
- Элегия для фортепиано (1967)
- Поэма памяти Бориса Лятошинского для оркестра  (1968)
- Драма для скрипки, виолончели и фортепиано (1970—1971)
- Медитация для виолончели и фортепиано (1972)
- Детская музыка, цикл пьес для фортепиано (1973)
- 13 эстрадных песен (1973—1975)
- Струнный квартет № 1 (1974)
- Простые песни, вокальный цикл для голоса и фортепиано (1974—1981)
- Тихие песни, вокальный цикл для баритона и фортепиано (1974—1984)
- Соната № 2 для фортепиано (1975)
- Симфония № 4 для духовых и струнных (1976)
- Кич-музыка, 5 пьес для фортепиано (1977)
- Лесная музыка для сопрано, валторны и фортепиано (1977—1978, памяти художника Валерия Ламаха)
- Серенада для струнного оркестра (1978)
- Соната № 3 для фортепиано (1979)
- Ступени, 11 песен для голоса и фортепиано (1980—1982)
- Симфония № 5 (1980—1982)
- Осенняя серенада для камерного оркестра (1980…2000, на материале музыки к фильму «Грачи»)
- Постлюдия для скрипки соло (1981)
- Постлюдия DSCH для сопрано и фортепианного трио (1981)
- Постлюдия для виолончели и фортепиано (1982)
- 4 песни на стихи Мандельштама для голоса и фортепиано (1982)
- Ода соловью, кантата для сопрано и камерного оркестра (1983)
- Интермеццо для камерного оркестра (1983)
- Соната для виолончели и фортепиано (1983)
- Постлюдия для фортепиано и оркестра (1984)
- Exegi monumentum, симфония для баритона и оркестра (1985—1987)
- Струнный квартет № 2 (1988)
- Постскриптум, соната для скрипки и фортепиано (1990)
- Посвящение, симфония для скрипки и оркестра (1990—1991)
- Метамузыка, симфоническая поэма для фортепиано и оркестра (1992)
- Симфония № 6 (1994—1995)
- Misterioso для кларнетиста, играющего на кларнете и фортепиано (1996)
- Вестник 96, для синтезатора и струнного оркестра (1997)
- Эпитафия для фортепиано и струнного оркестра (1999)
- Реквием для Ларисы для солистов, смешанного хора и оркестра (1999)
- Гимн 2001 для струнного оркестра (2001)
- 2 диалога с эпилогом для фортепиано (2001—2002)
- Тихая музыка для струнного оркестра (2002)
- Симфония № 7 (2002—2003)
- Литургические песнопения (на укр. языке; 2005) для хора без сопровождения
- Два псалма Давида (37 и 150; 2007) для хора без сопровождения
- Диптих для хора a cappella, памяти Сергея Нигояна (2014)[7]
- Струнный квартет № 3 (2012)
- Симфония № 8 (2012—2013)
- Концертино для фортепиано с оркестром (2015)
- Концерт для скрипки с оркестром (2016)

### С номером опуса (все — для фортепиано)
- Ор. 1. 3 багателя (2005)
- Ор. 2. 4 пьесы (2006)
- Ор. 3. 3 вальса и постлюдия (2005—2006)
- Ор. 4. 3 багателя (2005)
- Ор. 5. Постлюдия (2005)
- Ор. 6. 3 багателя (2005—2006)
- Ор. 9. 3 пьесы (2003)
- Ор. 10. Моменты (2003)
- Ор. 11. 2 вальса (2002—2003)
- Ор. 16. 2 багателя (2004)
- Ор. 21. 4 постлюдии (2004)
- Ор. 38. 3 пьесы (2005)
- Ор. 41. 4 багателя (2005)
- Ор. 46. 7 пьес (2005)
- Ор. 56. 2 мазурки (2005)
- Ор. 57. 3 постлюдии (2005)
- Ор. 60. 2 элегии (2005)
- Ор. 64. 3 постлюдии (2005)
- Ор. 73. 3 багателя (2006)
- Ор. 75. 3 колыбельных и элегия (2006)
- Ор. 96. 2 пьесы (2007)
- Ор. 98. 5 вальсов (2007)
- Ор. 106. 9 вальсов (2007)
- Ор. 107. 5 музыкальных моментов (2007)

### Музыка для кино
- 1966 — «Киевские фрески» (остался неоконченным; в версию фильма, смонтированную в 1988 г., музыка Сильвестрова не вошла)
- 1968 — «Карантин»
- 1968 — «Белые тучи»
- 1971 — «Встреча, которая не состоялась» (мультипликационный)
- 1971 — «Это было в Межгорье»
- 1977 — «Ералашный рейс»
- 1978 — «Познавая белый свет»
- 1982 — «Грачи»
- 1983 — «Не было бы счастья…»
- 1986 — «Приближение к будущему»
- 1993 — «Сад Гефсиманский» (телевизионный)
- 1994 — «Тигроловы» (телевизионный)
- 2002 — «Чеховские мотивы»
- 2004 — «Настройщик»
- 2007 — «Два в одном»
- 2012 — «Вечное возвращение»

## Признание
В 1960-х годах на сочинения Сильвестрова одобрительно откликнулся Теодор Адорно, он нашёл единомышленников в кругах киевских и московских шестидесятников, за его творчеством внимательно следил, например, Альфред Шнитке.
О композиторе сняты документальные фильмы Виктора Кукушкина «Рождение музыки. Композитор Валентин Сильвестров» (1991), Анатолия Сириха «Валентин Сильвестров. Тихие песни» (1992), Лили Оливье «Незаконные дети Веберна» (Франция, 1994) и Дориана Супина «Диалоги. Композитор Валентин Сильвестров» (Эстония, 2008).

## Награды и премии
- Международная премия имени С. А. Кусевицкого (США, 1967)
- Премия Международного конкурса композиторов «Gaudeamus» (Нидерланды, 1970)
- Народный артист Украинской ССР (1989)
- Государственная премия Украины имени Тараса Шевченко (1995) — за симфонию № 5, струнный концерт № 1, кантату на слова Т. Г. Шевченко для хора а капелла
- Орден «За заслуги» III степени (1997)[8]
- Орден «За интеллектуальную отвагу» журнала «Ї» (2004).
- Орден князя Ярослава Мудрого V степени (2007 год)[9]
- Почётный доктор НаУКМА (2011)
- Орден «За заслуги» II степени (2013)[10]
- Почётный доктор НУ «Острожская академия» (2016)
- Орден князя Ярослава Мудрого IV степени (2017 год)[11]
- Лауреат премии Opus Klassik[нем.] в номинации "Дело жизни". (2022)

## Литературные сочинения
- «Музыка — это пение мира о самом себе…» Сокровенные разговоры и взгляды со стороны: Беседы, статьи, письма. // Сост. М. Нестьева. — Киев, 2004.
- Дождаться музыки. Лекции-беседы. Изд. 2-е. — К.: Дух і літера, 2012. — 368 с.